# Trayvon Mullen
Trayvon Mullen (* 20. September 1997 in Coconut Creek, Florida) ist ein US-amerikanischer American-Football-Spieler auf der Position des Cornerbacks. Aktuell spielt er für die Baltimore Ravens in der National Football League (NFL).

## Frühe Jahre
Mullen wurde in Florida geboren, wo er auch aufwuchs. Sein Cousin ist Lamar Jackson, der aktuell Quarterback bei den Baltimore Ravens ist. Jackson und Mullen spielten in ihrer Kindheit in der gleichen Footballliga und trafen daher oft aufeinander. Mullen besuchte die in seinem ersten Jahr die Boyd Anderson High School, wechselte danach aber auf die Coconut Creek High School, an der er in der Football- und Leichtathletikmannschaft aktiv war. Als Footballspieler spielte er vor allem als Wide Receiver und als Defensive Back. So konnte er als Receiver in seinem letzten Highschooljahr den Ball für 800 Yards fangen. Daneben kam er auch als Return Specialist zum Einsatz. Er galt als einer der besten Cornerbacks seines Jahrgangs und wurde ins Second-Team All-American der Highschoolspieler gewählt. Nach seinem Highschoolabschluss erhielt er ein Stipendium der Clemson University aus Clemson, South Carolina, für die er von 2016 bis 2018 in der Footballmannschaft aktiv war. Nachdem er in seinem ersten Jahr als Rotationsspieler aktiv gewesen war, wurde er 2017 zum Stammspieler seiner Mannschaft. Insgesamt kam er am College in 32 Spielen zum Einsatz und konnte dabei 93 Tackles, 2 Sacks und 4 Interceptions verzeichnen. Dafür wurde er 2018 ins Second-Team All-ACC gewählt. Mit seinem Team war Mullen besonders erfolgreich, so konnten die Clemson Tigers in den Jahren 2016 und 2018 das College Football Playoff National Championship Game gewinnen, 2016 mit 35:31 gegen die University of Alabama und 2018 mit 44:16 erneut gegen Alabama. Im Finale 2018 wurde Mullen sogar zum Defensive MVP gewählt. Daneben konnte die Mannschaft in allen drei Jahren die ACC sowie 2016 den Fiesta Bowl sowie 2018 den Cotton Bowl gewinnen.

## NFL
Beim NFL Draft 2019 wurde Mullen in der 2. Runde an 40. Stelle von den Oakland Raiders ausgewählt. Sein NFL-Debüt gab er direkt am 1. Spieltag der Saison 2019 beim 24:16-Sieg gegen die Denver Broncos, bei dem er einen Tackle verzeichnete. Am 7. Spieltag stand er bei der 24:27-Niederlage gegen die Houston Texans erstmals als Starter auf dem Platz, nachdem die Raiders zuvor Gareon Conley zu den Texans getradet hatten, und konnte diesen Stammplatz jedoch auch bis Saisonende verteidigen. Beim 17:10-Sieg gegen die Cincinnati Bengals am 11. Spieltag konnte er die erste Interception seiner Karriere von Quarterback Ryan Finley kurz vor Spielende fangen. Insgesamt kam Mullen in seiner Rookie-Saison in allen 16 Spielen zum Einsatz und konnte dabei 48 Tackles sowie eine Interception verzeichnen. Auch in der Saison 2020 blieb er Stammspieler in der Defense der Raiders, die inzwischen nach Las Vegas umgezogen waren. Am 7. Spieltag konnte er bei der 20:45-Niederlage gegen die Tampa Bay Buccaneers insgesamt 9 Tackles verzeichnen, bis dato seine Karrierehöchstleistung. Daneben konnte er am 11. Spieltag bei der 31:35-Niederlage gegen die Kansas City Chiefs einen Pass von Patrick Mahomes sowie am 13. Spieltag beim 31:28-Sieg gegen die New York Jets einen Pass von Sam Darnold intercepten.
In der Saison 2021 kam Mullen verletzungsbedingt nur in fünf Partien zum Einsatz. In den ersten vier Saisonspielen war Mullen jeweils noch Starter in der Defense der Raiders und konnte am zweiten Spieltag beim 26:17-Sieg gegen die Pittsburgh Steelers 8 Tackles verzeichnen sowie eine Interception von Quarterback Ben Roethlisberger fangen. In der Folge verletzte er sich erst am Fuß und später am Zeh und verpasste so den Großteil der restlichen Saison.
Am 30. August 2022 gaben die Raiders Mullen im Austausch gegen einen Siebtrundenpick, der zu einem Sechstrundenpick geworden wäre, wenn Mullen zehn Partien für Arizona bestritten hätte, an die Arizona Cardinals ab. Bei den Cardinals kam er in acht Spielen zum Einsatz, vorwiegend in den Special Teams. Unter anderem konnte er am 12. Spieltag bei der 24:25-Niederlage gegen die Los Angeles Chargers einen Fumble von Joshua Palmer erzwingen. Mullen wurde am 13. Dezember 2022 entlassen und anschließend von den Dallas Cowboys über die Waiver-Liste unter Vertrag genommen. Für die Cowboys kam er lediglich bei der 6:26-Niederlage gegen die Washington Commanders im letzten Saisonspiel zum Einsatz, bei dem er drei Tackles verzeichnen konnte. Im Januar wurde er von den Cowboys ebenfalls entlassen.
Daraufhin wurde Mullen am 23. Januar 2023 erneut über die Waiver-Liste von den Baltimore Ravens verpflichtet. Im März 2023 verlängerte er seinen Vertrag in Baltimore für ein Jahr. Allerdings zog er sich noch vor Beginn der Saison eine Verletzung am Zeh zu, aufgrund der er operiert werden musste und auf die Non-Football Injury Liste gesetzt wurde. In der Saison 2023 kam er in keinem Spiel für die Ravens zum Einsatz.

## Karrierestatistiken
| Legende | Legende            |
| ------- | ------------------ |
| Fett    | Karrierehöchstwert |

| Saison                             | Team             | Spiele | Spiele  | Tackles      | Tackles      | Tackles      | Tackles      | Interceptions | Interceptions | Interceptions | Interceptions | Interceptions | Interceptions | Fumbles      | Fumbles      | Fumbles      |
| Saison                             | Team             | Gesamt | Starter | Gesamt       | Solo         | Assist       | Sacks        | PD            | Int           | Yards         | Avg           | Lang          | TD            | FF           | FR           | TD           |
| ---------------------------------- | ---------------- | ------ | ------- | ------------ | ------------ | ------------ | ------------ | ------------- | ------------- | ------------- | ------------- | ------------- | ------------- | ------------ | ------------ | ------------ |
| 2019                               | Raiders          | 16     | 10      | 50           | 42           | 8            | 0,0          | 10            | 1             | 0             | 0,0           | 0             | 0             | 0            | 0            | 0            |
| 2020                               | Raiders          | 16     | 16      | 64           | 56           | 8            | 0,0          | 14            | 2             | 0             | 0,0           | 0             | 0             | 0            | 0            | 0            |
| 2021                               | Raiders          | 5      | 5       | 20           | 17           | 3            | 0,0          | 4             | 1             | 15            | 15,0          | 15            | 0             | 0            | 0            | 0            |
| 2022                               | Cardinals        | 8      | 0       | 13           | 10           | 3            | 0,0          | 1             | 0             | 0             | 0,0           | 0             | 0             | 1            | 0            | 0            |
| 2022                               | Cowboys          | 1      | 0       | 3            | 3            | 0            | 0,0          | 0             | 0             | 0             | 0,0           | 0             | 0             | 0            | 0            | 0            |
| 2023                               | Ravens           | 0      | 0       | Ohne Einsatz | Ohne Einsatz | Ohne Einsatz | Ohne Einsatz | Ohne Einsatz  | Ohne Einsatz  | Ohne Einsatz  | Ohne Einsatz  | Ohne Einsatz  | Ohne Einsatz  | Ohne Einsatz | Ohne Einsatz | Ohne Einsatz |
| Gesamte Karriere                   | Gesamte Karriere | 46     | 31      | 150          | 128          | 22           | 0,0          | 29            | 4             | 15            | 15,0          | 15            | 0             | 1            | 0            | 0            |
| Quelle: pro-football-reference.com |                  |        |         |              |              |              |              |               |               |               |               |               |               |              |              |              |